# Filles de la Liberté
Les Filles de la Liberté (en anglais : Daughters of Liberty) était un groupe de femmes des treize colonies britanniques en Amérique du Nord qui luttèrent, avec leurs propres armes, pour la liberté et l'indépendance de ces colonies qui allaient devenir les États-Unis d'Amérique. Dans les années 1760, alors que le Royaume de Grande-Bretagne imposait aux colonies des lois de plus en plus injustes comme le Sugar Act, le Stamp Act, Tea Act ou les Townshend Acts, les hommes commencèrent à s'organiser pour lutter contre la tyrannie. En 1766, ces patriotes se regroupèrent en une organisation secrète qu'ils baptisèrent les Fils de la Liberté (en anglais, Sons of Liberty). Les femmes s'organisèrent en une organisation similaire qu'elle nommèrent Daughters of Liberty. La première assemblée de femmes se réclamant des Filles de la Liberté se tint à Providence dans la Colonie de Rhode Island. Des groupes similaires apparurent dans toutes les régions du pays. Parmi les plus célèbres de ces « Filles », on peut citer Deborah Franklin, Abigail Adams ou Sarah Bradlee Fulton.

## Histoire
Les associations féminines apparaissent en Amérique au XVIIe siècle, sous forme de cercles ou de clubs et perdureront jusqu'à nos jours. Elles font partie du tissu social et sont un thème central de l'histoire des femmes américaines. Si au XIXe siècle, ces associations se cantonnèrent à des œuvres charitables et des groupes d'étude dédiés à la réalisation personnelle, à l'époque de la révolution américaine, cependant, il s'agissait plutôt de clubs d'action et de discussions politiques.
La première organisation formelle de femmes dont on ait connaissance date de 1681, et se réunissait régulièrement à Burlington. On rapporte qu'en 1733, la première organisation de femmes d'affaires à New York publia un manifeste revendiquant une place pour les femmes au sein de la société coloniale.
Au XVIIIe siècle, l'industrie principale de la Grande-Bretagne étant la fabrication de textiles et de vêtements, elle décourageait les colonies de produire leurs propres produits manufacturés. Ceci impliquait une balance des échanges défavorable aux colonies qui exportaient des matières premières peu coûteuses et étaient contraintes d'importer des produits finis chers et souvent taxés. Lorsque les Américaines filaient, tissaient et cousaient leurs vêtements, les importations s'en trouvaient réduites. Ces activités furent la première forme de combat patriotique mené par les femmes.
Bien avant la révolution, les femmes comprirent qu'elles avaient entre leurs mains une arme économique redoutable. En 1748, trois cents femmes fondèrent The Boston Society for Promoting of Industry and Frugality (« La société bostonienne pour la promotion de l'industrie et de la frugalité ». Leurs actions spectaculaires furent même rapportées au Parlement de Grande-Bretagne. Lorsqu'en 1765, fut promulgué le Stamp Act, les femmes réagirent aussi vite que les hommes. Les uns fondant la société secrète des Sons of Liberty et les autres celle des Daughters of Liberty.

## Sources
- Linda Grant De Pauw, Michael McCurdy, Founding mothers : women in America in the Revolutionary era, Boston : Houghton Mifflin, 1975. (OCLC 1528318)
- Alice Morse Earle, Shirley Glubok, Home and Child life in colonial days, New York: Macmillan, 1969. (OCLC 574480)
- Steven Mintz, Huck's raft : a history of American childhood, Cambridge, Mass. : Belknap Press of Harvard University Press, 2004.  (ISBN 9780674015081)